# معاریف (گدابیگ)
معاریف (به لاتین: Maarif) یک منطقه مسکونی در جمهوری آذربایجان است که در شهرستان گدابیگ واقع شده است. معاریف ۹۱۰ نفر جمعیت دارد.